# 개조차

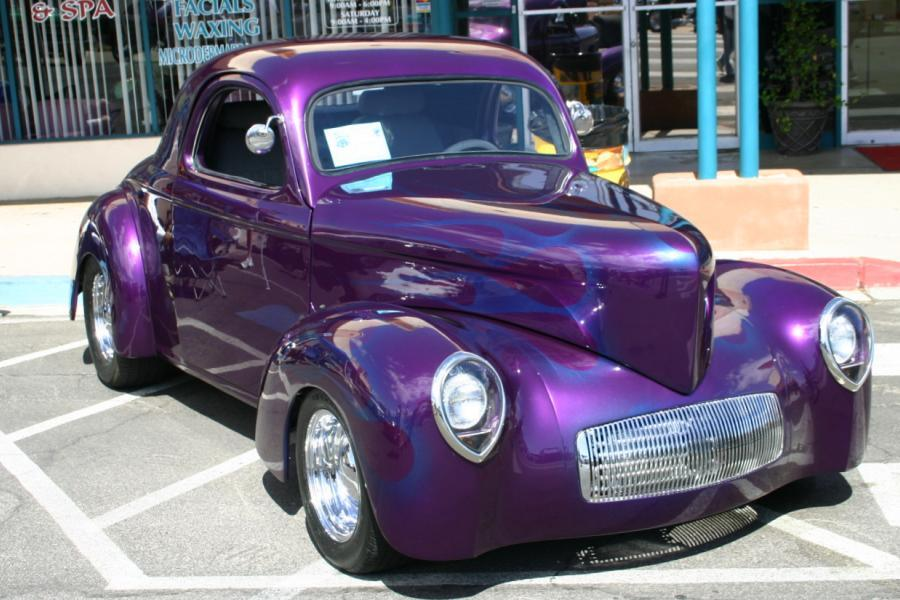

개조차(改造車)는 자동차나 모터사이클 등에 어떠한 손질을 가하고, 시판 당시 상태가 아닌 차량을 말한다. 자동차의 경우에는 "커스텀 카" 또는 "커스터마이즈 카"라고 하며, 모터사이클은 "커스텀 바이크" 또는 "커스터마이즈 바이크"라고 한다. 또 철도 차량의 개조는 계열 차량의 용도변경, 내구연한 등의 이유로 개조를 한 차량이다.

## 분류
- 특수용도에 의한 개조
- 장애인 운전자를 위한 개조
- 취미를 위한 개조

## 불법개조차량
불법개조차량(不法改造車輛) 또는 위법개조차량(違法改造車輛)은 개조차 중에서 자동차관리법의 기준에 적합하지 않거나, 자동차의 상태가 자동차 검사증의 내용과는 다른 상태(차량 제작 당시 승차 정원보다 좌석이 많이 설치되어 있거나 적게 설치되어 있는 것 등), 허가를 받지 않은 자동차나 모터사이클 등을 말한다.
불법개조의 예
- 소리의 크기가 소음규제치보다 초과하는 머플러를 부착한 차량
- 배기가스 기준을 충족시키지 않는 배기장치를 부착한 차량
- 지상고가 기준치보다 높거나 낮도록 개조된 차량
- 보행자에게 상해를 주기 쉬운 부품을 부착한 차량
- 바퀴가 차체로부터 나와 있는 것
- 적재함 용량을 임의로 늘린 덤프트럭
- 좌석수를 임의로 늘렸거나 줄여놓은 버스
- 뒷좌석 부분의 좌석을 떼어내고 소파와 태이블을 설치한 버스(제작 당시 소파와 태이블이 설치가 된 버스는 아님)
- 차량 번호판을 순식간에 볼수 없게 하거나 보기 어렵도록 개조를 한 것(비스듬히 쓰러뜨려서 후방에서 시인되기 어렵게 하거나, 각도를 변경할 수 있도록 하는 장치 등)

## 종류
- 튜닝카
- 이타샤
- 캠핑카
- VIP카

## 같이 보기
- 튜닝카
- 핫 로드
- 로우라이더
- 거리 경주